# Heilung
Heilung — неофолк-группа, основанная в 2014 году. Участники коллектива родом из Германии, Дании и Норвегии. Коллектив использует древнескандинавские тексты из археологических артефактов (рунических камней, мечей и т. д.). Сам коллектив обозначает свой жанр словосочетанием «amplified history» (расширенная история). Heilung переводится с немецкого языка как «исцеление».

## История
Heilung была основана в 2014 году в Копенгагене, Дания, вокалистом Каем Уве Фаустом (немецким тату-мастером, специализирующимся на древнескандинавских татуировках) и продюсером Кристофером Юлем (Valravn, Euzen). Юль, который с 2003 года управлял собственной студией звукозаписи Lava в Копенгагене, восхищался визуальными работами Фауста как татуировщика, поэтому они заключили сделку: Фауст предложил Юлю несколько бесплатных татуировок в обмен на помощь в записи нескольких стихотворений. Так была основана Heilung. Участники провели несколько месяцев в студии, очерчивая будущий проект. Мария Франц, давняя подруга Кристофера и вокалистка прогрессив/поп-рок-группы Euzen (в которой Юль также играл на фортепиано и электронике), согласилась помочь и начала работать с Heilung – первоначально в качестве сессионной вокалистки. В 2015 году группа самостоятельно выпустила свой дебютный альбом Ofnir, и вскоре после этого Франц стала третьим официальным участником группы.
В 2017 году группа принимала участие в средневековых фестивалях Midgardsblot и Castlefest. Их выступление на Castlefest было записано и издано под названием Lifa. После размещения видео на YouTube-канале группа приобрела популярность, а журнал Metal Hammer назвал концерт на фестивале Midgardsblot в Норвегии одним из 10 лучших выступлений. Позже в том же году Heilung подписывает контракт с лейблом Season of Mist, на котором выходит концертный альбом Lifa и переиздание дебютного альбома Ofnir.  
В 2019 году группа выпустила свой второй студийный альбом под названием Futha. 
Группа написала саундтрек к компьютерной игре Senua's Saga: Hellblade II. Фрагменты музыки Heilung были использованы в шестом сезоне популярного телесериала Викинги.
В 2022 году на лейбле Season of Mist вышел третий студийный альбом группы под названием Drif.
В 2024 году Heilung выпустили свой второй концертный альбом под названием Lifa Iotungard, а также объявили о европейском турне на 2025 год, с финальным концертом 17 августа, после которого они планируют взять паузу.

## Музыка
Heilung используют восстановленные тексты с рунических камней, копий, амулетов и других артефактов. Кроме того, коллектив использует стихи, касающиеся героических событий и интерпретации или переводы древних текстовых элементов. Группа создает оригинальное звучание с помощью инструментов, которые были доступны для человечества в железном веке, такие как кости, бубны, шум, звуки деревянных щитов и копий, а также использует хоровое пение.
Группа не относится ни к одному политическому или религиозному движению.

## Участники
Текущие участники
- Кай Уве Фауст — вокал (с 2014)
- Кристофер Юль — музыка, продакшн (с 2014)
- Мария Франц — вокал (с 2015)

## Дискография
Студийные альбомы:
- Ofnir (2015, выпущен самостоятельно; переиздан в 2018 на Season of Mist)
- ᚠᚢᚦᚨ = Futha (2019, Season of Mist)
- ᛞᚱᛁᚠ = Drif (2022, Season of Mist)

Концертные альбомы:
- LIFA (2017, Season of Mist)
- LIFA Iotungard (2024, Season of Mist)